# Lilongwe International Airport
Lilongwe International Airport är en flygplats i Malawi. Den ligger i den centrala delen av landet, norr om Lilongwe. Lilongwe International Airport ligger 1 229 meter över havet.
Terrängen runt Lilongwe International Airport är platt. Omgivningarna runt Lilongwe International Airport är huvudsakligen savann.